# Skrzydlaty Szkot
Skrzydlaty Szkot (ang. The Flying Scotsman) – brytyjsko-niemiecki film biograficzny z gatunku dramat z 2006 roku w reżyserii Douglasa Mackinnona, opowiadający o życiu i karierze szkockiego kolarza amatora Graeme’a Obree. Wyprodukowana przez brytyjską wytwórnię Verve Pictures.
Premiera filmu odbyła się 16 sierpnia 2006 podczas Festiwalu Filmowego w Edynburgu, a dziesięć miesięcy później film odbył się 29 czerwca 2007 w Wielkiej Brytanii. Zdjęcia do filmu zrealizowano w Galston i Glasgow w Szkocji w Wielkiej Brytanii oraz w Hattingen w Niemczech.

## Opis fabuły
Szkocki kolarz amator Graeme Obree (Jonny Lee Miller) chce pobić rekord w jeździe na czas. Nie ma jednak pieniędzy na odpowiedni sprzęt. Sam konstruuje specjalny rower. Pomaga mu przyjaciel Malky McGovern (Billy Boyd). W 1993 roku Graeme spełnia swoje marzenie. Krótko jednak święci triumf. Władze zaczynają tworzyć przepisy uniemożliwiające kolejne starty mężczyźnie.

## Obsada
Źródło: Filmweb
- Billy Boyd jako Malky McGovern
- Jonny Lee Miller jako Graeme Obree
- Brian Cox jako Douglas Baxter
- Laura Fraser jako Anne Obree
- Julie Austin jako matka Graeme’a
- Adrian Grove jako Chris Boardman
- Niall MacGregor jako ojciec Graeme’a